# マニック・マンデー
「マニック・マンデー」（Manic Monday）は、アメリカのポップロックバンド、バングルスの曲で、セカンドスタジオアルバム「Different Light」（1986年）からリリースされた最初のシングルである。この曲はアメリカのミュージシャン、プリンスが「クリストファー」というペンネームで書いたものである。もともとは、1984年にアポロニア6というグループのために意図されていた。叙情的には、月曜日に仕事に行くために目を覚ます女性が、リラックスし続けるためにまだ日曜日であることを願っていることを描写している。
1985年12月下旬にコロムビア・レコードからリリースされたこのシングルは、音楽評論家から概ね肯定的な評価を受け、ママス&パパスの「マンデー・マンデー」と比較されている。バングルズの最初のヒット曲となり、アメリカ、イギリス、オーストリア、カナダ、ドイツ、アイルランドで2位（偶然にもプリンスの「KISS」に1位を奪われた）、オーストラリア、ニュージーランド、ノルウェー、スイスでトップ5にランクインした。その後、英国レコード産業（BPI）により英国で銀の認定を受けた。

## 背景と構成
プリンスは1984年に「マニック・マンデー」を書き、バンド・アポロニア6のセルフタイトルアルバムのデュエットとして録音したが、最終的に曲を撤回した。2年後、彼は1986年の映画「プリンス/アンダー・ザ・チェリー・ムーン」で演じたキャラクターである「クリストファー」というペンネームでバングルズにシングルを提供。プリンスがバンドの1984年のデビューアルバム「All Over the Place」を聴いた後、バングルズのリズムギタリスト、スザンナ・ホフスに曲を贈ったと、様々な作家から噂されている。アポロニアとプリンスのオリジナルデモは、2001年の海賊版「The Work - Volume 1」に登場した。プリンスがメインボーカルとして公式バージョンが死後リリースされるまでにさらに18年かかった。その録音は2019年のデモコンピレーション『オリジナルズ』に収録されている。
| 「マニアック・マンデー」のスザンナ・ホフス |
| --- |
| 「あの「おやおや」のメロディーを初めて聞いたとき、私はベルベット・アンダーグラウンドを思いついた。そして、タイトルを聞いたとき、ジミ・ヘンドリックス（「Manic Depression」を歌った）を思い出した。しかし、the Mondayの部分とハーモニーで、私はママとパパを思いついた。それは[バングルス]が接続する感情とスタイルの要素の多くを持っている。そして[若者]は、「Sally Go 'Round the Roses」のような童謡の魅力[:]を本当に拾い上げる。 |

1989年のMTV UKとのインタビューで、デビー・ピーターソンはプリンスが彼らにこの曲を与えた理由を説明した。「[プリンス]は私たちのファーストアルバムを本当に気に入っていた。彼は「Hero Takes a Fall」という曲が好きで、彼の音楽が気に入ったので、これは素晴らしい褒め言葉だ。彼は私たちに連絡し、「あなたのためにいくつかの曲を持っている。あなたが興味を持っているかどうか知りたいのが、もちろん私たちは興味を持っていた。プリンスがグループにもたらした曲の1つは、クリストファーの偽名で書かれた「Manic Monday」だった。ピーターソンは、プリンスが彼らにもたらしたものの進化について話した。「それはプリンスのアレンジのバングルフィケーションだった。彼はデモを持っていた、それは非常に具体的に彼だった。それは良い曲だったが、私たちは「これは私たちの最初のヒットシングルだ！」のように録音しなかった。なんてこった！私はそれを私の血管で感じることができる！私たちは曲とアルバムをやっただけで、それから座ってそれについて考えた。」
ニ長調で書かれたポップソング「マニック・マンデー」は、毎分116拍のテンポで動き、コモンタイムに設定されている。この曲は、コード進行としてD-A7-G-D-A7-Gのシーケンスを持っている。歌詞的には、この曲は月曜日の朝6時にロマンチックな夢から目覚め、日曜日にリラックスしたいのに仕事への多忙な旅に直面した人、彼女の「I-don't-have-to-run-day」についてである 最初の詩では、俳優のルドルフ・ヴァレンティノが言及されている。

## レセプション

### 批判的な対応
一部の批評家は、この曲をバンドママス&パパスのシングル「マンデー・マンデー」と比較した。オールミュージックの回顧的なレビューで、マーク・デミングは、このシングルは「バングルズが以前に録音したものとはかけ離れている」と述べた。一方、同じくウェブサイトのマシュー・グリーンウォルドは、

それは巧妙で欺瞞的に単純なポップの物語であり、伝染性のポップ菓子である...また、プリンス/クリストファーが優れた職人であることを示す優れた文章のブリッジもあり、彼らの功績として、バングルスはスタイルとウィットでそれを遂行しています。

ロサンゼルス・タイムズのロバート・ヒルバーンは、この曲を「今年のベスト・シングル候補」と呼んだ。ガーディアンの音楽評論家のドリアン・リンスキーは、「日曜日」の痛みを伴う韻を「I-don't-have-to-run day」と韻を踏むことについてコメントした。
フェニックスのマーク・モーゼスは、「歌詞の実体の欠如は非常に目立たいので、プリンスのダサい『マニック・マンデー』はテーマのハイライトのように見える」と述べた。マイアミ・ニュースのグレッグ・ベイカーは、アルバムのレビューで「この曲はバングルスを『ポップンロール』の地図に載せるべきだ」と書いている。トレド・ブレイドの作家は、「マニアック・マンデー」は「伝染性」であり、「ホワット・シー・ウォンツ」とともに、どちらも「さわやかなメロディック」であると指摘した。ロサンゼルス・タイムズのクリス・ウィルマンは次のようにコメントしている。「最初のシングル『マニック・マンデー』は、現代のママス＆パパスのヒット曲をで作るために避けられない間奏曲を下ろすためのスラムソングライタープリンスの試みをほとんど成功させた」とコメントしている。

### チャートパフォーマンス
「マニック・マンデー」は、1986年1月25日までの週にビルボード・ホット100で86位でデビューし、1986年4月19日付けでプリンスとレボリューションのシングル「Kiss」に次ぐ2位のピークに達した。イギリスでは、1986年2月8日に「マニック・マンデー」が85位でデビューし、1986年2月22日に24位でトップ40に入った。この曲は最終的に、翌月の2位でピークに達した。ドイツでは、このシングルは1986年3月17日に29位でデビューし、次の3週間でトップ10入りし、1986年4月14日に2位でピークを迎え、2週間とどまった。さらに4週間トップ10に残り、1986年7月20日にチャートから離脱した。
スイスでは、1986年3月30日に「マニック・マンデー」が12位でデビューし、その週の最高デビューとなった。2週間後に4位でピークに達し、さらに1週間とどまった。オランダでは、シングルは1986年2月22日に43位でデビューし、24位に達した。それは7週間チャートに残った。ノルウェーでは、1986年の10週目に「Manic Monday」が9位でデビューし、その週で2番目に高いデビューとなった。また、2週間後には4位に達し、さらに2位にとどまった。この曲は、オーストリア、アイルランド、ニュージーランドのチャートでもトップ5にランクインした。

## トラックリストと形式
| 7インチシングル 1. A. "Manic Monday" – 3:03 2. B. "In a Different Light" – 2:50 12インチマキシ(1985年) 1. A. "Manic Monday" – 3:03 2. A. "In a Different Light" – 2:50 3. B. "Going Down to Liverpool" – 3:19 4. B. "Dover Beach" – 3:42 | 12インチマキシ (1986年) 1. A. "Manic Monday" – 3:03 2. B. "Manic Monday" (Extended version) – 4:38 3. B. "In a Different Light" – 2:50 デジタルシングル 1. "Manic Monday" – 3:06 スターボックス 1. "Manic Monday" (Extended "California" Version) – 4:59 |

## クレジットと人員
バングルスバージョン
- スザンナ・ホフス – ギター、リードボーカル
- ヴィッキー・ピーターソン – リードギター、バッキングボーカル
- マイケル・スティール – ベース、バックボーカル
- デビー・ピーターソン – ドラム、バッキング・ボーカル
- デビッド・カーネ – キーボード、プロデューサー
- 「クリストファー」役のプリンス - 作家、作曲家

プリンスバージョン
デュアン・トゥダール、ブノワ・クラーク、ギタークラウドからのクレジット
- プリンス – リードボーカル・バックボーカル、ピアノ、ヤマハDX7、オーバーハイムOB-X、アコースティックギター、ベースギター、ドラム
- ブレンダ・ベネット – バックボーカル
- ジル・ジョーンズ – バックボーカル

## カバーバージョン
2020年、グリーン・デイのボーカリストであるビリー・ジョー・アームストロングは、彼のNo Fun Mondaysシリーズの曲をカバーした。スザンナ・ホフスはギターを弾き、NMEのアンドリュー・トレンデルによると、「アームストロングの絹のような感傷的な側面にマッチする」バックボーカルを提供している。ライアン・リードはローリング・ストーンに、このバージョンは「きらめくシンセときれいなストラムをパームミュートのクランチで置き換える」と書いている。
リライアントKは、2004年のアルバム「Mmhmm」でもこの曲をカバーした。

## チャート
| チャート (1986年~1987年)              | 最高順位 |
| ------------------------------------- | -------- |
| オーストラリア (Kent Music Report)    | 3        |
| オーストリア (Ö3 Austria Top 40)      | 2        |
| ベルギー (Ultratop 50 Flanders)       | 19       |
| カナダトップシングルス (RPM)          | 2        |
| ヨーロッパ (European Hot 100 Singles) | 6        |
| アイルランド (IRMA)                   | 2        |
| 日本 (Oricon)                         | 56       |
| オランダ (Dutch Top 40)               | 24       |
| オランダ (Single Top 100)             | 22       |
| ニュージーランド (Recorded Music NZ)  | 5        |
| ノルウェー (VG-lista)                 | 4        |
| 南アフリカ (Springbok Radio)          | 1        |
| スイス (Schweizer Hitparade)          | 4        |
| UK シングルス (OCC)                   | 2        |
| US Adult Contemporary (Billboard)     | 10       |
| US Billboard Hot 100                  | 2        |
| アメリカ Cash Box Top 100             | 3        |
| 西ドイツ (GfK Entertainment charts)   | 2        |

| チャート (1986年)                     | 順位 |
| ------------------------------------- | ---- |
| オーストラリア (Kent Music Report)    | 16   |
| カナダトップシングルス (RPM)          | 38   |
| ヨーロッパ (European Hot 100 Singles) | 53   |
| ニュージーランド (RIANZ)              | 46   |
| 南アフリカ (Springbok Radio)          | 6    |
| スイス (Schweizer Hitparade)          | 24   |
| イギリス (OCC)                        | 37   |
| 米国ビルボードホット100               | 48   |
| 米国キャッシュボックストップ100       | 37   |
| 西ドイツ (Media Control)              | 22   |

## 認定
| 国/地域                    | 認定   | 認定/売上数 |
| -------------------------- | ------ | ----------- |
| カナダ (Music Canada)      | Gold   | 50,000^     |
| イギリス (BPI)             | Silver | 250,000^    |
| ^ 認定のみに基づく出荷枚数 |        |             |